# غلوبيولين مناعي لداء الكلب
داء الكلب المناعي (RIG) هو دواء يتكون من الأجسام المضادة ضد فيروس داء الكلب. يتم استخدامه لمنع داء الكلب بعد التعرض له . يتم إعطاؤه بعد تنظيف الجرح بالماء والصابون أو بروتين اليود ويتبعه مسار لقاح داء الكلب . تعطى عن طريق الحقن في موقع الجرح والعضلة. حيث ليست هناك حاجة لتكراره مع الأشخاص الذين تم تطعيمهم ضد داء الكلب سابقاً.

## الآثار الجانبية
تشمل الآثار الجانبية الشائعة
- الألم في موقع الحقن والحمى والصداع.
- تفاعلات الحساسية الشديدة مثل الحساسية المفرطة وهي نادرة الحدوث.
- من غير المعروف أن الاستخدام أثناء الحمل يضر بالطفل حيث يعتبر منا للام اثناء حملها .

## طريقة العمل
يعمل المصل عن طريق الارتباط بفيروس داء الكلب قبل أن يتمكن من دخول الأنسجة العصبية . حيث يعتبر المصل المناعي للداء غير مفيد بعد دخول الفيروس إلى الجهاز العصبي المركزي .

## تاريخ الاستخدام
استخدم الجلوبيولين المناعي لداء الكلب في شكل مصل الدم يعود إلى عام 1891. وبعدها أصبح الاستخدام شائعًا في الطب في الخمسينيات . هو على قائمة الأدوية الأساسية لمنظمة الصحة العالمية، والأدوية الأكثر فعالية وآمنة المطلوبة في النظام الصحي.
يعتبر الغلوبولين المناعي لداء الكلب غالي الثمن ويصعب الحصول عليه في العالم النامي. حيث تعتبر كلفة الغلوبولين في الولايات المتحدة ما يقدر بأكثر من 1.000 دولار لكل جرعة. وهي مصنوعة من بلازما الدم للأشخاص أو الخيول الذين لديهم مستويات عالية من الجسم المضاد في دمائهم. وتعتبر نسخة الحصان أقل كلفة ولكن لديه معدل أعلى من الآثار الجانبية.